# Syzygium alliiligneum
Syzygium alliiligneum är en myrtenväxtart som beskrevs av Bernard Patrick Matthew Hyland. Syzygium alliiligneum ingår i släktet Syzygium och familjen myrtenväxter. Inga underarter finns listade i Catalogue of Life.